# Caña de Azucar (paroisse civile)
Pour les articles homonymes, voir Cana de Azucar et Cana.
Caña de Azucar est l'une des deux paroisses civiles de la municipalité de Mario Briceño Iragorry dans l'État d'Aragua au Venezuela. Sa capitale est Caña de Azucar. Sa population s'élève à 63 979 habitants.

## Géographie

### Démographie
Hormis sa capitale officielle Caña de Azucar, la paroisse civile à dominante urbaine est intégrée de facto à la ville d'El Limón, capitale officielle de la paroisse civile voisine de Mario Briceño Iragorry, et intégrée à l'agglomération de Maracay. De ce fait, elle est divisée en plusieurs quartiers, dont La Candelaria au nord et l'Urbanización José Félix Rivas au sud.

## Sources
- (es) Cet article est partiellement ou en totalité issu de l’article de Wikipédia en espagnol intitulé « Municipio Mario Briceño Iragorry » (voir la liste des auteurs).